# Beaucamps-Ligny
Beaucamps-Ligny là một xã ở tỉnh Nord trong vùng Hauts-de-France, Pháp.